# Desastres em 2013
Esta página lista os fatos e referências dos desastres que aconteceram durante o ano de 2013.

## Janeiro
- 27 de janeiro - Incêndio em boate mata 242 pessoas em Santa Maria.[1]
- 31 de janeiro — Explosão na sede da empresa Pemex na Cidade do México deixam 37 mortos e mais de  100 feridos.[2]

## Fevereiro
- 15 de fevereiro - O Meteorito de Cheliabinsk cai na Rússia, deixando pelo menos 1 200 feridos.[3]

## Março
- 17 de março - Chuvas causam nova tragedia na Região Serrana do RJ, que deixam mais de 30 mortos, e vários desabrigados.

## Abril
- 15 de abril - Atentado terrorista durante a Maratona de Boston nos Estados Unidos provocam 3 mortos e 176 feridos.[4]
- 16 de abril - {{ilc|nl=s|Sismo|Sismo de Saravan em 2013|Sismo de Saravan de 2013]] de magnitude 7,7 {\displaystyle M_{\mathrm {w} }} no Irã e no Paquistão provoca 35 mortos e 117 feridos.
- 18 de abril - Explosão em fábrica de fertilizantes no Texas, Estados Unidos, provoca 15 mortos e 160 a 200 feridos.
- 20 de abril - Terremoto de magnitude 6,6 atingiu a província de Sichuan, na China. Pelo menos 203 pessoas morreram e 11 mil ficaram feridas.
- 24 de abril - Desabamento de prédio deixa mais de 1000 mortos em Bangladesh.[5]

## Maio
- 20 de maio - Três turistas brasileiros morrem e 23 ficam feridos em queda de balão na Turquia.
- 20 de maio - Tornado mata 51 pessoas e devasta Moore, Oklahoma, Estados Unidos.

## Julho
- 24 de julho - Acidente de trem em Santiago de Compostela, Espanha, provoca 79 mortos.

## Agosto
- 15 de agosto - Conflito político no Egito entre partidários e opositores do presidente deposto Mohamed Morsi provocam centenas de mortos e milhares feridos.

## Setembro
- 21 de setembro — Tiroteio e sequestro no centro comercial Westgate, no Quênia, culmina com 72 mortes.

## Novembro
- 29 de novembro - Incêndio destrói auditório do Memorial da América Latina, em São Paulo, Brasil.

## Dezembro
- 11 de dezembro - No Brasil, chuvas contínuas provocam enchentes e deslizamentos nos estados de Minas Gerais e no Espírito Santo, deixando mais de 40 mortos e 50 mil pessoas fora de suas casas e afetando mais de 100 municípios,[6][7] com algumas cidades totalmente inundadas.[8]
- 30 de dezembro - Atentados suicidas deixam 34 mortos na Rússia.